# Sam Havrilak
Samuel Charles Havrilak (Monessen, 13 dicembre 1947) è un ex giocatore di football americano statunitense che ha militato nel ruolo di running back, wide receiver e defensive back nella National Football League (NFL).

## Carriera
Havrilak al college giocò a football alla Bucknell University. Fu scelto nel corso dell'ottavo giro (207º assoluto) del Draft NFL 1969 dai Baltimore Colts. Nel gennaio 1971, durante il Super Bowl V, divenne il primo giocatore nella storia del Super Bowl a completare un passaggio, a riceverne uno e a ricevere un handoff. I Colts batterono i Dallas Cowboys 16-13 e Havrilak si laureò campione. Giocò con i Colts fino al 1973 sia in attacco che in difesa, dopo di che fu scambiato con i New Orleans Saints, con cui disputò l'ultima stagione della carriera.

## Palmarès
- Super Bowl : 1

Baltimore Colts: V
- American Football Conference Championship: 1

Baltimore Colts: 1970